# روث إلين كوخر
روث إلين كوخر (بالإنجليزية: Ruth Ellen Kocher)‏ هي كاتِبة وشاعرة أمريكية، ولدت في 26 يوليو 1965.